# Because of You (Ne-Yo-album)
A Because of You Ne-Yo amerikai R&B-énekes második albuma. Eredetileg Know Me! lett volna a címe, az utolsó pillanatban változtatták Because of You-ra. 2007. április 27-én jelent meg. Az albumon közreműködött Jay-Z és Jennifer Hudson. A lemez a legjobb R&B-hiphop albumért járó Grammy t is elnyerte 2008-ban.

## Dallista
1. Because of You – 4:30
2. Crazy (feat. Jay-Z – 4:21
3. Do You? – 4:24
4. Can We Chill? – 3:48
5. Addicted – 3:46
6. Leaving Tonight – 5:15
7. Ain't Thinking About You – 3:41
8. Sex With My Ex – 3:39
9. Angel – 3:28
10. Make It Work – 4:09
11. Say It – 4:41
12. Go On Girl – 4:21

- That's What It Does (brit és japán bónuszszám) – 3:32
- Spotlight (japán bónuszszám) – 4:04

## Ranglista
| Lista (2009)                          | Helyezés |
| ------------------------------------- | -------- |
| Australian ARIA Urban Albums Chart    | 39       |
| Dutch Albums Chart                    | 30       |
| Swiss Music Charts                    | 49       |
| UK Albums Chart                       | 6        |
| U.S. Billboard 200                    | 1        |
| U.S. Billboard Top R&B/Hip-Hop Albums | 1        |